# 1768 w polityce
Wydarzenia polityczne w 1768 roku.
- 29 lutego - w Barze na Podolu zawiązana została Konfederacja Barska - "Konfederacja prawowiernych chrześcijan katolickich rzymskich" opozycyjna wobec reform ustroju Rzeczypospolitej[1].
- 6 października - Turcja wypowiada wojnę Rosji pod pretekstem naruszenia w czerwcu granicy przez oddział kozacki ścigający konfederatów barskich[2].

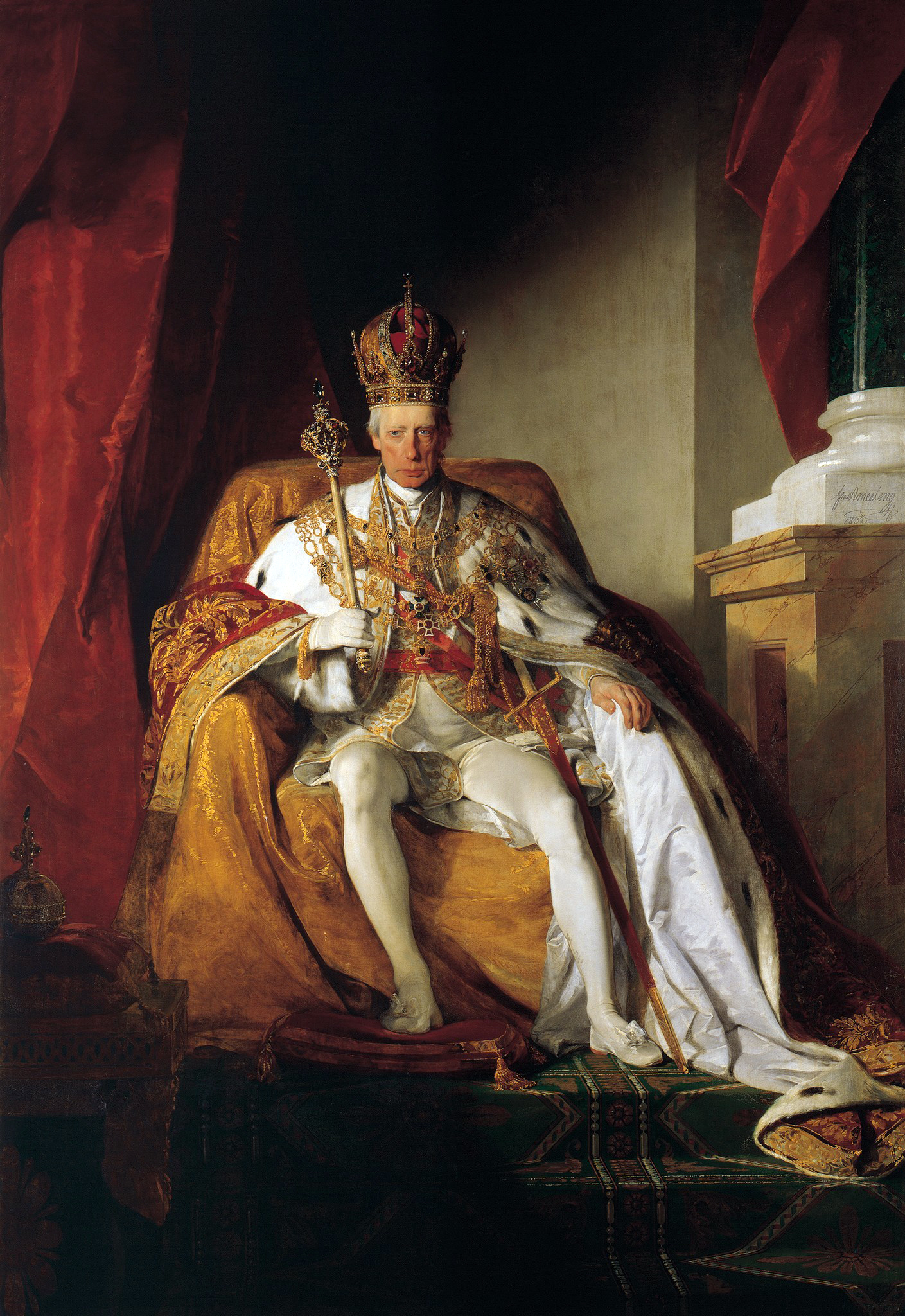
Franciszek II Habsburg

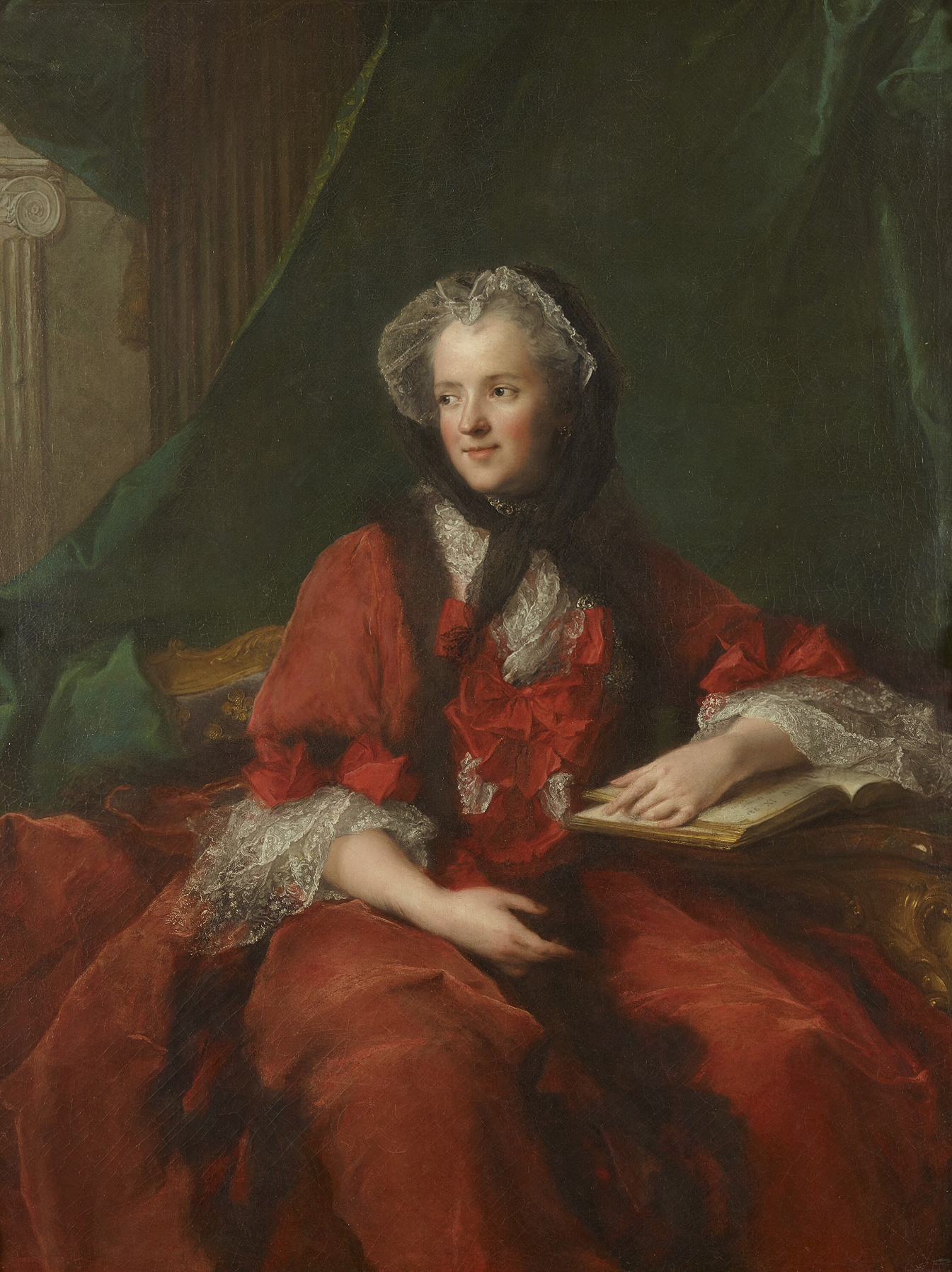
Maria Leszczyńska

## Urodzili się
- 12 lutego Franciszek II Habsburg, cesarz Austrii[3].
- 17 sierpnia - Louis Desaix, francuski generał (poległ 1800)

## Zmarli
- 24 czerwca, Maria Leszczyńska, królowa Francji, córka króla Stanisława Leszczyńskiego i żona Ludwika XV[4].